# AIDAprima
AIDAprima es el buque insignia de AIDA Cruises, construido por Mitsubishi Shipbuilding en su astillero en Nagasaki, Japón. El crucero entró en servicio el 25 de abril de 2016, después de sufrir varios retrasos en la construcción.

## Historia
Originalmente, el buque se planificó para su entrega en la primera mitad de 2015, con un viaje inaugural a 22 países, pero el astillero no pudo completar el buque a tiempo y la entrega se pospuso a diciembre de 2015 después de varios accidentes menores durante la construcción. El barco fue bautizado el 7 de mayo de 2016 en Hamburgo, Alemania, como parte del 827º aniversario del puerto de Hamburgo (Hafengeburtstag). La madrina del barco es la niña alemana Emma Schweiger. 
En septiembre de 2017, AIDAprima fue uno de los invitados a los cruceros de Hamburgo y una parte del espectáculo de luces del Puerto Azul.

## Diseño
AIDAprima es el crucero más grande en la flota de cruceros AIDA, con una longitud total de 300.00 m, una anchura de 37.60 m y un calado máximo de 8.00 m. El buque tiene una capacidad de 3.300 pasajeros y 900 miembros de la tripulación. AIDAprima tiene 18 cubiertas para pasajeros. También hay cubiertas para comer, piscinas cubiertas y al aire libre, así como tiendas, cafés y bares. El área de piscina del AIDA Beach Club, que está cubierta por una cúpula transparente de membrana permeable a los rayos UV, permite a los pasajeros relajarse en un entorno de playa con luz natural a pesar de las inclemencias del tiempo. El Beach Club presenta el tobogán de agua interior más largo en un crucero, una pared de escalada en roca y un río lento. Por la noche, el Beach Club sirve como discoteca, con espectáculos de láser proyectados en la cúpula.